# Warin Chamrap (huyện)
Warin Chamrap (tiếng Thái: วารินชำราบ) là một huyện (amphoe) ở phía tây của tỉnh Ubon Ratchathani, đông bắc Thái Lan.

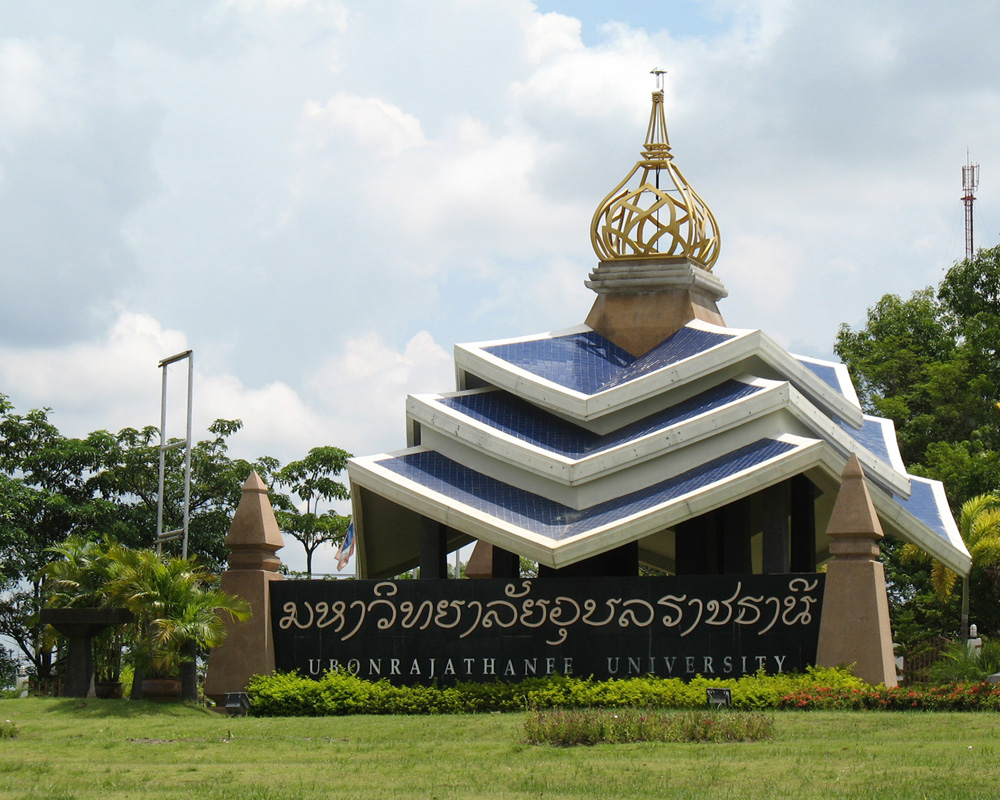
Cổng trường đại học Ubon Ratchathani

Đại học Ubon Ratchathani nằm ở huyện Warin Chamrap.

## Địa lý
Các huyện giáp ranh (từ phía bắc theo chiều kim đồng hồ) là: Mueang Ubon Ratchathani, Sawang Wirawong, Na Yia, Det Udom, Samrong của tỉnh Ubon Ratchathanivà Kanthararom của tỉnh Sisaket.
Nguồn nước quan trọng ở huyện này là sông Mun.

## Lịch sử
Năm 1913 Huyện đã được đổi tên từ Thaksin Ubon (ทักษิณอุบล) to Warin Chamrap.

## Hành chính
Huyện này được chia thành 16 phó huyện (tambon), các đơn vị này lại được chia ra thành 185 làng (muban). Thị xã (thesaban mueang) Warin Chamrap nằm trên toàn bộ tambon Warin Chamrap. Có hai thị trấn (thesaban tambon) - Saen Suk nằm trên toàn bộ tambon Saen Suk, và Huai Kha Yung nằm trên một phần của tambon Huai Kha Yung. Có 15 Tổ chức hành chính tambon.
| STT. | Tên            | Tên Thái  | Số làng | Dân số |  |
| ---- | -------------- | --------- | ------- | ------ |  |
| 1.   | Warin Chamrap  | วารินชำราบ | -       | 30,725 |  |
| 2.   | That           | ธาตุ       | 10      | 5.372  |  |
| 4.   | Tha Lat        | ท่าลาด     | 12      | 6.940  |  |
| 5.   | Non Non        | โนนโหนน   | 12      | 6.435  |  |
| 7.   | Khu Mueang     | คูเมือง     | 12      | 7.436  |  |
| 8.   | Sa Saming      | สระสมิง    | 16      | 7.795  |  |
| 10.  | Kham Nam Saep  | คำน้ำแซบ   | 9       | 8.412  |  |
| 11.  | Bung Wai       | บุ่งหวาย    | 20      | 10.390 |  |
| 15.  | Kham Khwang    | คำขวาง    | 8       | 7.263  |  |
| 16.  | Pho Yai        | โพธิ์ใหญ่    | 13      | 7.476  |  |
| 18.  | Saen Suk       | แสนสุข     | 20      | 22,375 |  |
| 20.  | Nong Kin Phen  | หนองกินเพล | 9       | 6.704  |  |
| 21.  | Non Phueng     | โนนผึ้ง     | 10      | 6.653  |  |
| 22.  | Mueang Si Khai | เมืองศรีไค  | 10      | 8.071  |  |
| 24.  | Huai Khayung   | ห้วยขะยูง   | 13      | 6.443  |  |
| 26.  | Bung Mai       | บุ่งไหม     | 11      | 7.865  |  |

Các con số không có trong bảng này là tambon nay tạo thành huyện các huyện Samrong và Sawang Wirawong.